# Efter Gudz skick går thet så til
Efter Gudz skick går thet så til är en ursprungligen latinsk aftonpsalm som under reformationen översattes till svenska av Laurentius Petri Nericius troligen grundad på Lukasevangeliet.

## Publicerad i
- Swenske Songer eller wisor 1536 med titeln Epter gudz skick går thet så til under rubriken "Te lucis".[1]
- Een liten Songbook under rubriken "De Dominicis".[2]
- 1572 års psalmbok med titeln EFter Gudz skick går thet så til under rubriken "Te Lucis ante terminum".[3]
- Göteborgspsalmboken 1650 under rubriken "Afton Loffsånger".[4]
- 1695 års psalmbok som nr 363 under rubriken "AftonPsalmer".